# Leiosella levis
Leiosella levis är en svampdjursart som först beskrevs av Lendenfeld 1885.  Leiosella levis ingår i släktet Leiosella och familjen Spongiidae. Inga underarter finns listade i Catalogue of Life.